# Gare de Belvès
Gare de Belvès vasútállomás Franciaországban, Belvès településen.

## Vasútvonalak
Az állomást az alábbi vasútvonalak érintik:
- Niversac-Agen-vasútvonal

## Kapcsolódó állomások
A vasútállomáshoz az alábbi állomások vannak a legközelebb:
- Gare de Siorac-en-Périgord
- Gare de Villefranche-du-Périgord